# Levend fossiel
Een levend fossiel is een biologische soort die welbepaalde primitieve kenmerken bezit en amper afwijkt van uitgestorven naaste verwanten, die enkel bekend zijn van fossielen. Soms is een levend fossiel de enige levende vertegenwoordiger van een verder uitgestorven groep. De term levend fossiel wordt in specialistische literatuur niet gebruikt. Een verwante wetenschappelijk correctere term is relict.
Levende fossielen zijn vaak in hun uiterlijke morfologie gedurende miljoenen jaren evolutie nauwelijks veranderd. In de evolutiebiologie wordt dit fenomeen ook wel stasis genoemd. Het duidt op het plaatsvinden van stabiliserende selectie; het evolutionaire proces waarin extreme kenmerktoestanden worden weggeselecteerd, zodat uiterlijke (oppervlakkige) kenmerken worden behouden. Het betekent echter niet dat er bij dergelijke soorten geen evolutionaire veranderingen zijn opgetreden. Levende fossielen kunnen bijvoorbeeld op het gebied van hun genetica volledig anders zijn ten opzichte van hun fossiele voorouders.
Het concept van levend fossielen ontstond vermoedelijk in de achttiende eeuw om exemplaren aan te duiden, zoals padden, waarvan men ten onrechte meende dat die letterlijk levend gefossiliseerd waren en na bevrijding uit het gesteente nog leefden of weer konden herleven. Charles Darwin gebruikte de term in 1859 voor het eerst in overdrachtelijke zin in het kader van zijn evolutietheorie.

## Voorbeelden

### Dieren
- De coelacanten, zijn enige overlevenden kwastvinnigen, een groep waarvan voor de ontdekking in 1938-1939 werd aangenomen dat ze al 80 miljoen jaar geleden waren uitgestorven. Er zijn nog twee soorten coelacanten in leven.
- De enige overgebleven longvissen in Australië, Afrika en Zuid-Amerika.
- De degenkrabben, enige overlevenden van de eens grote groep der Xiphosuridae, een primitieve, meest aan de spinnen verwante groep van zeedieren, waarvan de jongste fossiele overblijfselen 50 miljoen jaar oud zijn.
- De brughagedissen of tuatara's zijn de enige overgebleven soorten uit een oeroude reptielenfamilie, ze zijn lange tijd vrijwel onveranderd gebleven en komen alleen nog op Nieuw-Zeeland voor. Er zijn nog twee soorten tuatara's in leven namelijk Sphenodon punctatus en Sphenodon guntheri.
- De nautilussen behoren tot de inktvissen, de koppotige mollusken. Zij vormen de laatste overblijfselen van de subklasse Nautiloidea.
- Het armpotigen-geslacht Lingula bestaat al meer dan 400 miljoen jaar, en komt ook nog eens uit een primitieve brachiopodengroep.
- Vissen behorend tot de Steurachtigen (onder andere de 'normale' steuren en lepelsteuren) worden in het algemeen als levend fossiel beschouwd omdat hun taxonomische familie een van de oudste nog levende beenvissen-families is.

### Planten
- De Japanse notenboom Ginkgo biloba is de enige overblijvende soort van een familie met ongeveer achttien leden daterend uit het Perm. Deze boom is een naaktzadige, maar is toch geen naaldboom. De huidige soort is sinds het Mesozoïcum nauwelijks veranderd.
- De watercipres of Chinese mammoetboom (Metasequoia glyptostroboides) is de enige resterende boomsoort uit het geslacht Metasequoia, dat in het Tertiair in enorme wouden op het noordelijk halfrond voorkwam. Van dit geslacht, waarvan men dacht dat het uitgestorven was, werden in de jaren veertig toch nog levende exemplaren gevonden.[5]
- De mammoetbomen (redwood of Sequoia), verwant aan de watercipres, waarvan er nog twee soorten over zijn: de kustmammoetboom (Sequoia sempervirens) en de mammoetboom (Sequoia giganteum). Mammoetbomen kwamen al voor in het Trias, maar 100 miljoen jaar geleden kwamen mammoetbomen algemeen voor in het westen van Noord-Amerika, Europa en Azië.[6] Er waren toen een twaalftal soorten.[7] De kustmammoetboom en de reuzenmammoetboom zijn de laatste overblijfselen van deze groep. Hun natuurlijk areaal is tegenwoordig geslonken tot enkele gebieden in Californië.
- Boomvarens waren in het laat-Paleozoïcum tot in het Jura heel algemeen en konden zeer groot worden (tot 40 m). In het Krijt verschenen de bloemplanten, onder andere de grassen, die hen wegconcurreerden. Boomvarens komen nu nog onder andere voor in Oceanië.
- Palmvarens (Cycadales) vormen een zeer oude plantengroep, waarvan de oudste fossielen dateren uit het vroege Perm.
- Apenboomfamilie (Araucariaceae) is een zeer oude familie van naaldbomen. Zij bereikten hun maximale diversiteit tijdens het Jura en het Krijt, toen zij bijna wereldwijd voorkwamen. Aan het eind van het Krijt verdwenen de Araucariaceae uit het noordelijk halfrond.
- Wollemia nobilis is een in 1994 ontdekte plantensoort. Overeenkomsten tussen het pollen van Wollemia nobilis en de fossiele soort Dillwynites (die bekend is vanaf het late Krijt, 91 miljoen jaar geleden) wijzen uit dat de soort een levend fossiel is. Wollemia is tevens een lid van de bovengenoemde apenboomfamilie.
- Japanse parasolden of kransspar (Sciadopitys verticillata) of koyamaki is een conifeer die endemisch is in Japan. Het is het enige lid van de familie Sciadopityaceae, een levend fossiel zonder naaste verwanten. De fossielen uit het geslacht Sciadopitys gaan terug tot 200 miljoen jaar geleden.[7]